# Veer Towers
Veer Towers são um conjunto de torres gêmeas de 37 andares de 150 m de altura, localizadas dentro do complexo CityCenter na Las Vegas Strip em Paradise, Nevada. Cada torre abriga 335 unidades de condomínios de luxo que variam de 50 a 210 m². As duas torres foram projetadas por Murphy/Jahn Architects de Chicago e inclinam-se em direções opostas (a cinco graus do centro). 
Cada residência tem vista para o horizonte de Las Vegas. Lobbies e espaços públicos foram desenvolvidos por Francisco Gonzalez Pulido e exibem obras à luz natural. Dianna Wong Architecture & Interior Design projetou as residências. 
Os Sky Decks na cobertura incluem piscinas de borda infinita, banheiras de hidromassagem, decks de sol e cozinhas de verão. Centro fitness e vestiários, bilhar e salões estão no 37º andar. Uma entrada residencial privada leva a entradas separadas para veículos, elevadores seguros e serviço de manobrista, todos monitorados por segurança 24 horas. 
As torres são os únicos edifícios residenciais do CityCenter. 

## História
As torres foram projetadas pelo escritório de Helmut Jahn, com sede em Chicago. Lobbies e espaços públicos foram desenvolvidos por Francisco Gonzalez Pulido e exibem obras à luz natural. Dianna Wong Architecture & Interior Design projetou as residências. 
Os edifícios do condomínio receberam uma certificação LEED Gold em 20 de novembro de 2009  e foram inaugurados em 14 de julho de 2010. 
Em dezembro de 2012, o CityCenter vendeu 427 condomínios da Veer a granel por US$ 119 milhões para a Ladder Capital Finance e Pordes Residential Sales and Marketing. Os compradores foram representados pelo corretor imobiliário Jim Navarro. 

## Design
As paredes do saguão das duas Veer Towers apresentam desenhos de barro do artista vencedor do Prêmio Turner Richard Long, que diluiu a lama que ele trouxe do rio Avon para Las Vegas e a aplicou nas paredes com as mãos. As duas obras de grande escala, intituladas “Circle of Chance” e “Earth” cobrem a parede do saguão da torre oeste e leste. 

## Galeria

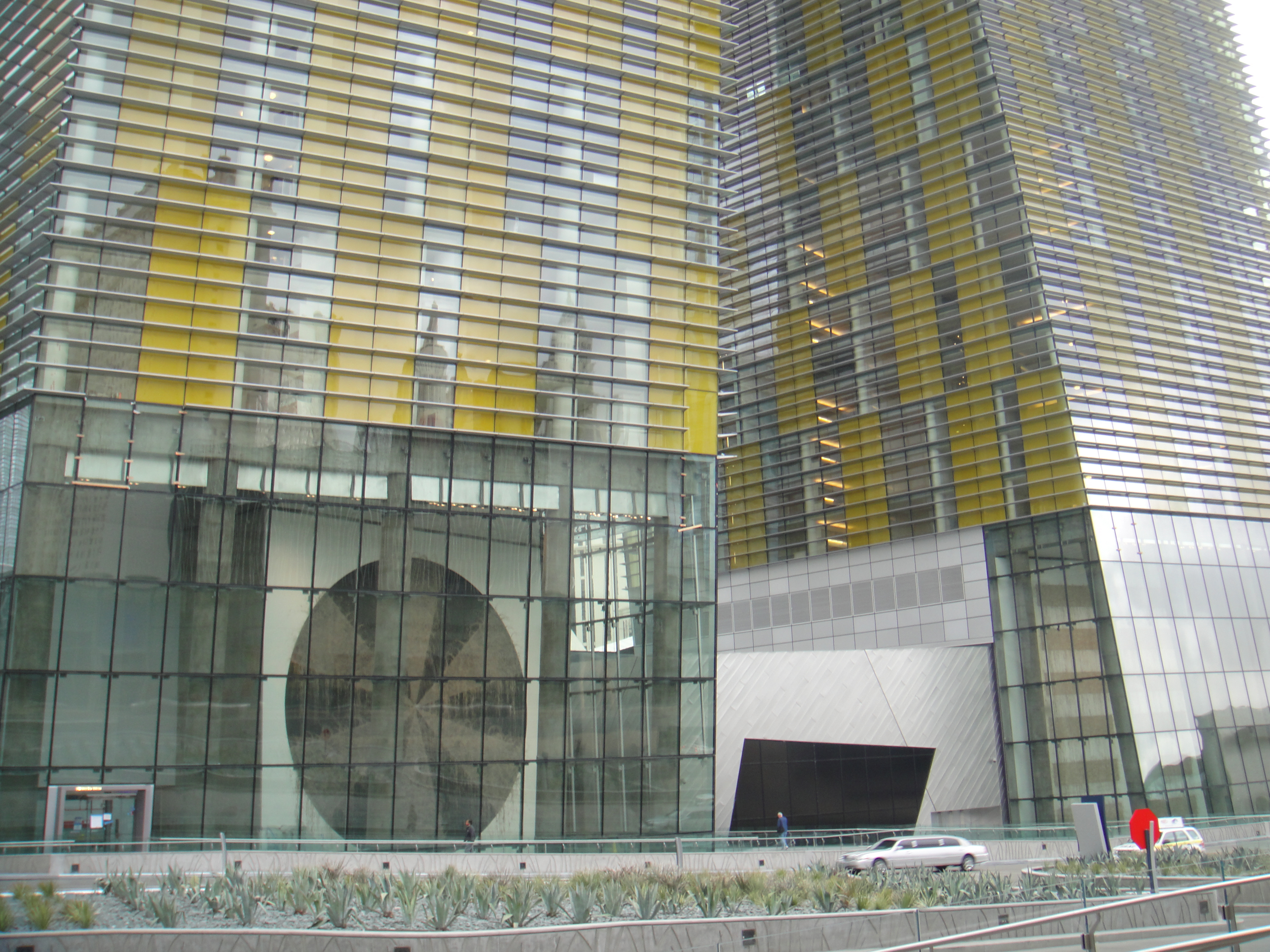
O lobby da torre oeste em março de 2010.
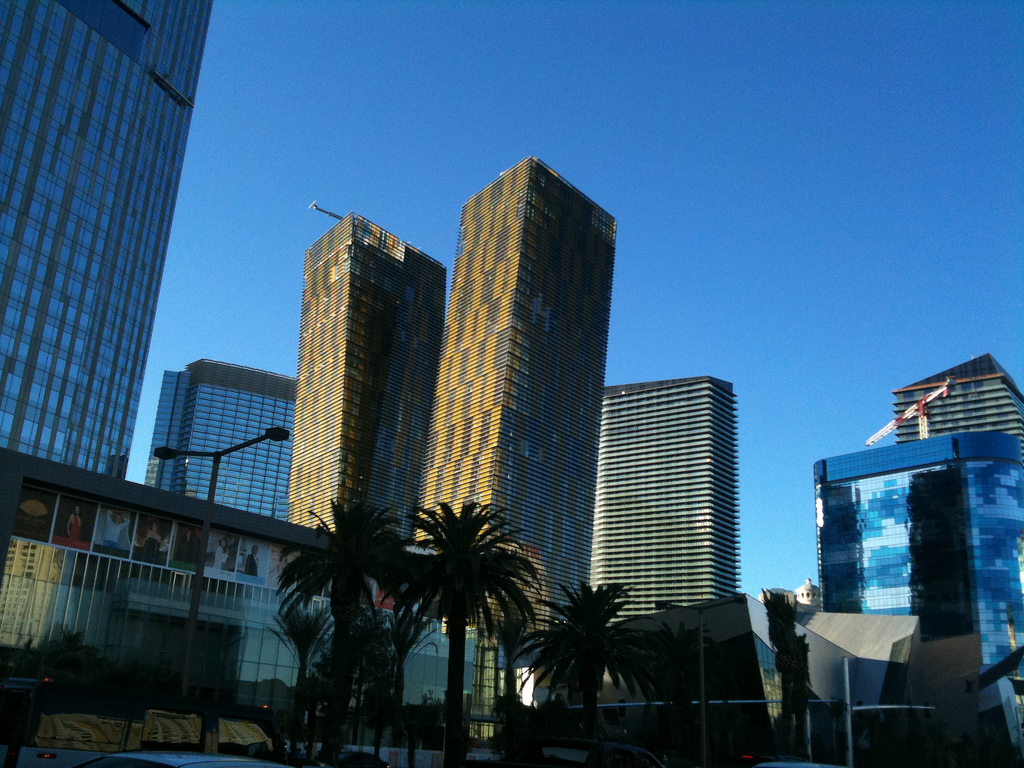
Foto pouco antes da abertura do projeto CityCenter em novembro de 2009.
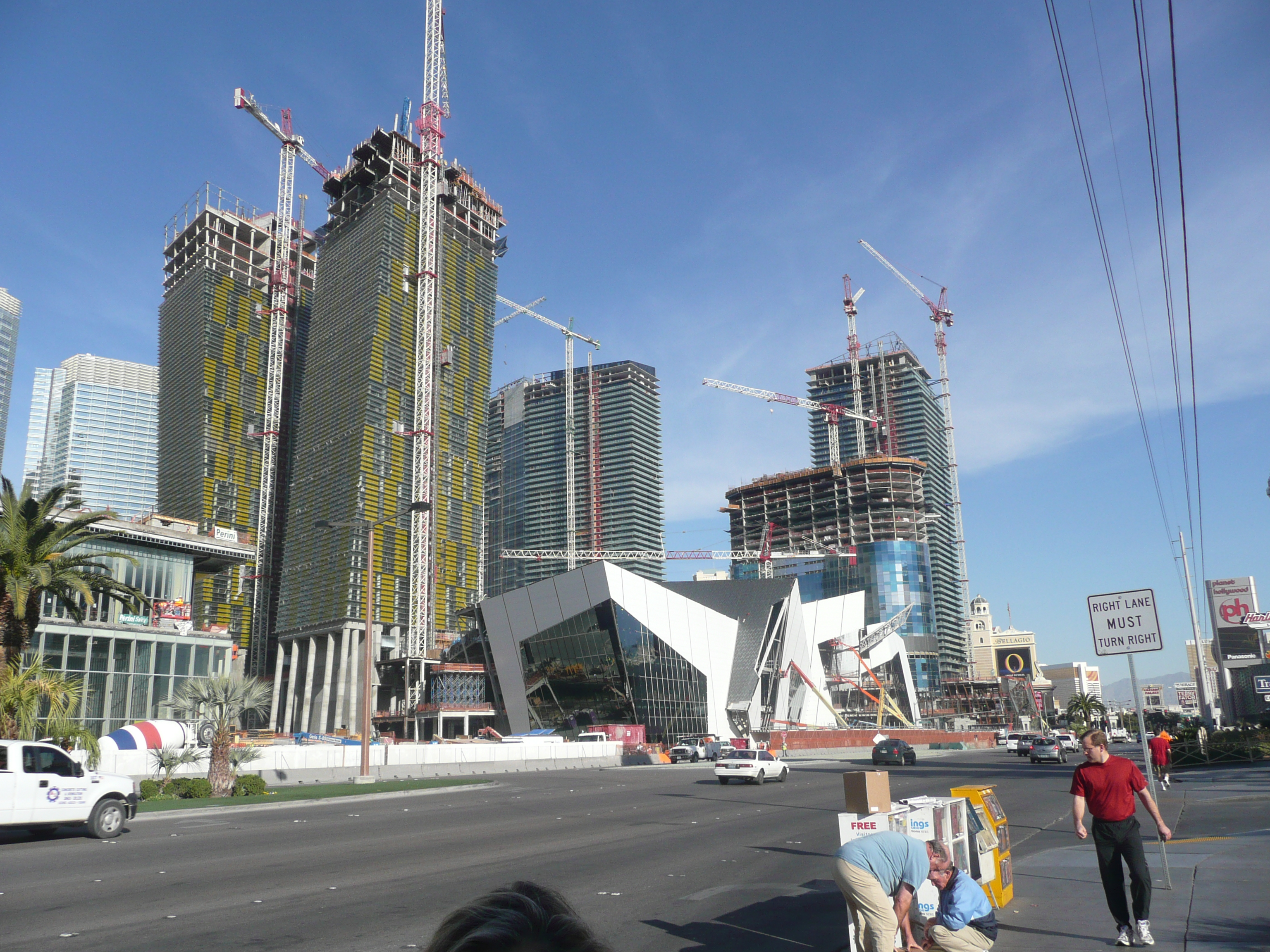
Construção da fachada e pisos finais em fevereiro de 2009.
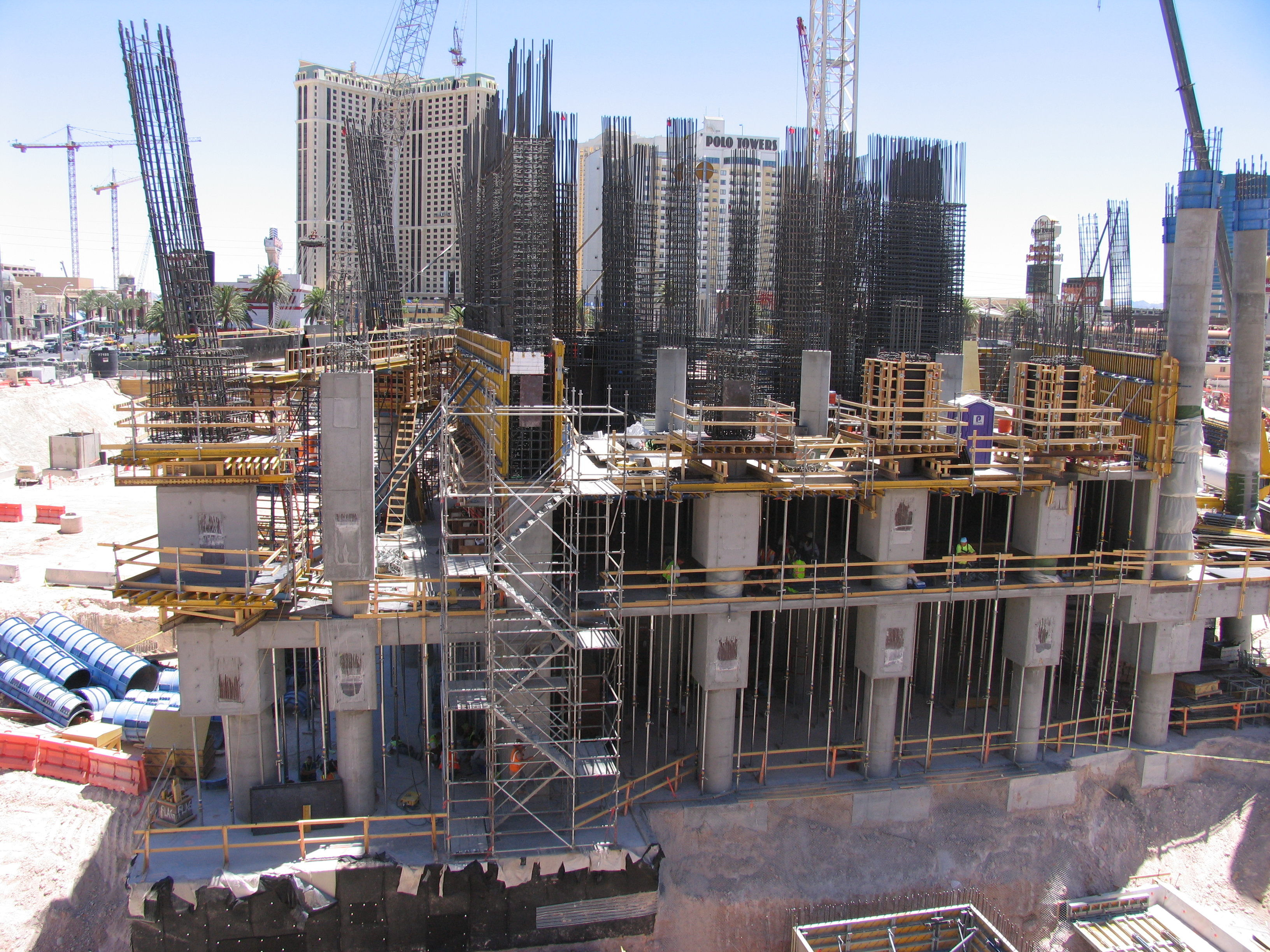
Foto da construção após a conclusão dos primeiros andares em junho de 2007.